# Il figlio di Tarzan (romanzo)
Il figlio di Tarzan (The Son of Tarzan) è un romanzo di Edgar Rice Burroughs pubblicato per la prima volta a puntate dal 4 dicembre 1915 all'8 gennaio 1916 e nel 1917 in volume. È il quarto episodio della serie dedicata a Tarzan, l'Uomo-scimmia, iniziata con Tarzan delle scimmie, Il ritorno di Tarzan e Le belve di Tarzan.

## Trama
Il protagonista delle avventure nella giungla africana è il piccolo Jack, figlio di Tarzan, che verrà chiamato dagli animali della giungla Korak, l'Uccisore. Alexis Paulvitch, uno scagnozzo del nemico ormai defunto di Tarzan, Nikolas Rokoff, è sopravvissuto al suo scontro con l'uomo-scimmia in Le Bestie di Tarzan e vuole pareggiare i conti. Attira così il figlio di Tarzan, Jack, fuori Londra e lo cattura, ma il ragazzo fugge con l'aiuto della scimmia Akut.
La coppia poi fugge nella giungla africana in cui vent'anni prima Tarzan stesso era stato ritrovato. Jack Clayton, ora solo, diventa conosciuto come Korak il Killer e si costruisce una reputazione nella giungla. Come suo padre prima di lui, egli trova il suo posto tra le grandi scimmie, e ancora come il padre, incontra e salva una donna giovane e bella, Meriem, la figlia di un capitano della legione straniera francese, che era anche un principe (Prince de Cadrenet), di nome Armand Jacot, che era stata rapita dagli arabi.

## Edizioni
- Edgar Rice Burroughs, Il figlio di Tarzan, illustrazioni di Paolo Ghirardi, Milano, Mursia, 1992, ISBN 9788842513360.